# Věstník Královské České Společnosti Nauk. Třida matematicko-přírodovědecké
Věstník Královské České Společnosti Nauk. Třida matematicko-přírodovědecké (abreviado Věstn. Král. České Společn. Nauk. Tř. Mat.-Přír.) fue una revista con ilustraciones y descripciones botánicas que fue publicada en Praga desde 1885 hasta 1917. Fue precedida por Sitzungsberichte der Königlichen Böhmischen Gesellschaft der Wissenschaften, Mathematisch-Naturwissenschaftliche Classe  y reemplazada por Věstník České Společnosti Nauk. Třida matematicko-přírodovědecké.